# Munna lundae
Munna lundae är en kräftdjursart som beskrevs av Menzies1962. Munna lundae ingår i släktet Munna och familjen Munnidae. Inga underarter finns listade i Catalogue of Life.